# Le meravigliose avventure di Marco Polo (Lo scacchiere di Dio)
Le meravigliose avventure di Marco Polo (Lo scacchiere di Dio) (La fabuleuse aventure de Marco Polo) è un film del 1965 diretto da Denys de La Patellière e Noël Howard. Si tratta di una coproduzione internazionale: Afghanistan, Egitto, Francia, Italia e Jugoslavia.

## Trama
A Venezia, nel 1271, il giovane Marco Polo aspetta il ritorno del padre Niccolò e dello zio Matteo, che mancano da sette anni. Purtroppo le loro mercanzie sono state sequestrate dai Bizantini e non hanno di che pagare i creditori; sono però latori di un messaggio per il papa da parte di Kubilai Khan, che ventila la possibilità di aiutare i cristiani a riconquistare il Santo Sepolcro, se invierà cento preti a predicare il cristianesimo ai suoi sudditi. Il papa di quel momento, che è Gregorio X, buon amico dei Polo, ha l'idea di mandare, invece che un gran numero di preti, un giovane di cui ha stima: Marco.
Dopo essere sbarcati in Palestina, Marco si separa da padre e zio: mentre questi procedono per incontrare l'emiro Alao, con cui sono in buoni rapporti, il giovane prende un'altra strada per incontrare, accompagnato da templari di scorta, due confratelli di questi ultimi che gli devono consegnare un'ampolla dell'olio santo del Santo Sepolcro per il Gran Khan. Finiscono però nelle mani dei seguaci del Vecchio della Montagna, il capo di una temibile setta dedita ad azioni nefande. I templari vengono uccisi; Marco, che il Vecchio vorrebbe trasformare in uno dei suoi assassini, viene invece liberato per intercessione di Alao.
Con l'obiettivo di ricongiungersi con i suoi parenti, Marco prosegue il viaggio, e trova una guida in Taha, una fanciulla che si è invaghita di lui, grazie alla quale giunge a Samarcanda, sempre osservato da chi ha a cuore il fallimento della sua missione, come "la ragazza con la frusta", una bellissima sicaria che lo seduce ma lo salva anche da un agguato nel quale Niccolò e Matteo sono catturati. Un tale atto però è fatale anche per lei, colpita alle spalle da uno dei suoi ex sodali, e Marco deve di nuovo continuare in solitudine. Ormai allo stremo delle forze, viene raccolto da monaci buddhisti. Per giungere alla corte del Gran Khan, si aggrega alla carovana nella quale viaggia Gogatine, aspirante sposa dell'imperatore, il quale nella sua politica di pacificazione tra i dominatori mongoli e i cinesi sottomessi intende sposare una principessa appartenente a quest'ultima etnia. Giunto al palazzo imperiale, Marco viene imprigionato per aver osato alzare gli occhi verso la principessa; tuttavia il Gran Khan, quando conosce l'identità del prigioniero, ordina di liberarlo e lo prende in simpatia.
La corte è divisa tra due fazioni, poiché il principe Nayam, figlio di Kubilai, non condivide la politica paterna e vorrebbe che i Mongoli continuassero a combattere per conquistare tutto l'orbe terracqueo. Dopo l'annuncio delle nozze dell'imperatore, Nayam si rivolta apertamente contro il padre; per un suggerimento di Marco Polo, l'attacco delle sue truppe a cavallo è però fermate da una batteria di fuochi artificiali, sparati come artiglieria. Nayam, gravemente ferito, spira tra le braccia di suo padre.
Anche se la sua missione è stata completata, Marco Polo decide di restare ancora per molti anni nel paese che tanto lo affascina.

## Produzione
Il film è interpretato da Horst Buchholz (nel ruolo del protagonista), da Massimo Girotti (nel ruolo di suo padre Niccolò) e da Anthony Quinn (nel ruolo dell'imperatore Kubilai Khan).
Il progetto di questo film era stato avviato già nel 1962 con Alain Delon come protagonista e Christian-Jaque come regista.
Le riprese furono interrotte a causa di problemi finanziari e vennero riprese un anno dopo con un nuovo regista Denys de La Patellière e un nuovo protagonista Horst Buchholz all'epoca considerato come il rivale tedesco di Delon; quest'ultimo aveva rinunciato a interpretare il film pur di recitare invece sul set de Il Gattopardo di Luchino Visconti.
Le riprese degli esterni sono state eseguite in Egitto, Jugoslavia, Francia e Afghanistan; in particolare, si riconosce uno dei Buddha di Bamiyan a rappresentare la facciata del palazzo segreto del Vecchio della Montagna.

## Altre versioni
- Uno scozzese alla corte del Gran Kan, regia di Archie Mayo e John Cromwell (1938)
- Marco Polo, regia di Hugo Fregonese (1962)
- Marco Polo junior, regia di Eric Porter (1972)
- L'inferno dei mongoli, regia di Cheh Chang (1975)
- Marco Polo, regia di Giuliano Montaldo (1982)
- Marco Polo - La storia mai raccontata, regia di Joe D'Amato e Luca Damiano (1994)
- Marco Polo (serie TV), regie varie (2014-2016)